# Heterospathe parviflora
Heterospathe parviflora là loài thực vật có hoa thuộc họ Arecaceae. Loài này được Essig mô tả khoa học đầu tiên năm 1992.